# Lutrošnjak
Lutrošnjak (Strošnjak) je nenaseljeni otočić u hrvatskom dijelu Jadranskog mora.
Njegova površina iznosi 0,164 km². Dužina obalne crte iznosi 1,47 km.